# 贝尔蒙 (下莱茵省)
贝尔蒙（法語：Belmont，法語發音：[bɛlmɔ̃] ⓘ）是法国下莱茵省的一个市镇，属于莫尔塞姆区。

## 地理
贝尔蒙（48°24'36"N, 7°14'5"E）面积10.34 平方千米，位于法国大東部大區下莱茵省，该省份为法国大陆部分最东部的省份，是阿尔萨斯的一部分，今与上莱茵省组成了阿尔萨斯欧洲集体，其南至上莱茵省，西南接孚日省和默尔特-摩泽尔省，西接摩泽尔省，北与德国接壤。
与贝尔蒙接壤的市镇（或旧市镇、城区）包括：贝勒福斯、勒奥瓦尔德、讷维莱尔拉罗什、瓦尔代尔斯巴克。
贝尔蒙的时区为UTC+01:00、UTC+02:00（夏令时）。

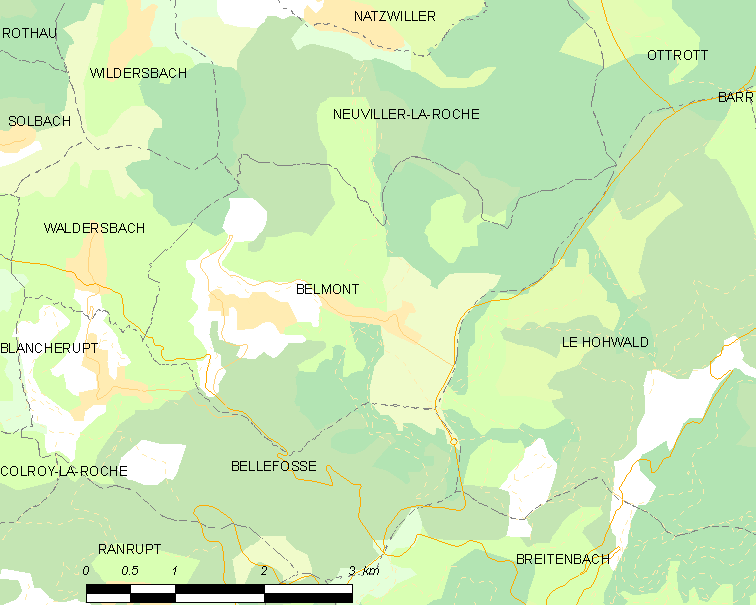
贝尔蒙的OSM定位图

## 行政
贝尔蒙的邮政编码为67130，INSEE市镇编码为67027。

## 政治
贝尔蒙所属的省级选区为米齐格县。

## 人口

1962-2008年间贝尔蒙人口变化图示

贝尔蒙于2022年1月1日时的人口数量为174人。